# ان‌جی‌سی ۱۶۶۲
ان‌جی‌سی ۱۶۶۲ (انگلیسی: NGC 1662) خوشه‌ای باز است که در صورت فلکی شکارچی قرار دارد. قدر ظاهری آن ۷.۶ است.

## موقعیت

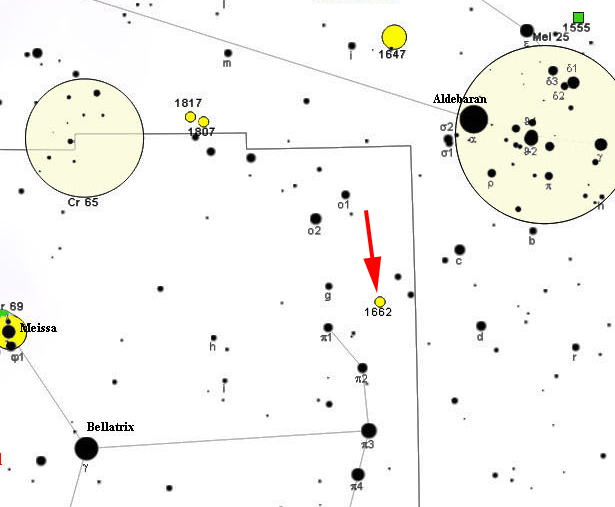
محل NGC 1662 در آسمان شب

NGC 1662 در 1.7 درجه شمال شرقی ستاره Pi1 Orionis قرار دارد.